# Hellevad Kirke (Brønderslev Kommune)
 For alternative betydninger, se Hellevad Kirke. (Se også artikler, som begynder med Hellevad Kirke)
Hellevad Kirke er en kirke i landsbyen Klokkerholm, ca. 14 km SØ for Brønderslev.

## Eksterne kilder og henvisninger
- Hellevad Kirke Enjoy Nordjylland 2025
- Hellevad Kirke hos KortTilKirken.dk

- Wikimedia Commons har flere filer relateret til Hellevad Kirke (Brønderslev Kommune)